# Dicloroacetilè
El dicloroacetilè (DCA) és un compost organoclorat amb la fórmula C2Cl2. És un líquid incolor i explosiu que té una olor dolça i “desagradable”.

## Producció
El dicloroacetilè es va sintetitzar per primera vegada l'any 1930. Actualment, només és un subproducte i no és produït amb finalitat comercial.
Les solucions de dicloroacetilè en èter són relativament estables i es poden preparar amb seguretat mitjançant la deshidrocloració del tricloroetilè. Un procediment comú pot utilitzar hidrur de potassi com a base (cal una petita quantitat de metanol):
Cl2C=CHCl + KH → ClC≡CCl + KCl + H2
També es pot generar i emprar in situ utilitzant diisopropilamida de liti en condicions anhidres, així com hidròxid de potassi.
El dicloroacetilè pot aparèixer i ser estable a l'aire a concentracions de fins a 200 ppm si també hi ha alguns altres compostos, com l'èter, amb el qual forma un azeòtrop (punt d'ebullició de 32 °C), i el tricloroetilè.

### Altres vies d'obtenció
És un subproducte en la producció de clorur de vinilidè. Per exemple, es pot formar a partir de tricloroetilè. També és possible produir dicloroacetilè a partir de tricloroetilè a baixes concentracions fent passar el tricloroetilè a través de nitrogen a 120 °C amb presència d'hidròxid de potassi sec.

## Reaccions
El dicloroacetilè pot reaccionar amb l'oxigen. D'aquesta reacció química s'obté per donar fosgen:
ClC≡CCl + O2 → Cl2CO + CO
El dicloroacetilè, ja que és electròfil, afegeix nucleòfils, com les amines:
ClC≡CCl + R2NH → Cl(H)C=CCl(NR2)

## Paper biològic i toxicitat
El dicloroacetilè pot causar trastorns neurològics, a més d'altres problemes. Els estudis sobre rates i conills mascles han demostrat que la inhalació de dicloroacetilè pot causar necrosi tubular, necrosi focal i altres efectes nefrotòxics. A més, els conills que van rebre dicloroacetilè van experimentar efectes hepatotòxics i neuropatològics. La inhalació de dicloroacetilè també va provocar neoplàsia benigna del fetge i els ronyons de les rates. La substància química també va provocar un augment dels casos de limfomes. En els animals també provoca pèrdua de pes. El 3,5% d'una dosi de dicloroacetilè roman als cadàvers de rates de laboratori mascles. La LC50 dels ratolins exposats al dicloroacetilè són de 124 ppm per a una exposició d'1 hora per inhalació i de 19 ppm per a una exposició de 6 hores per inhalació. La substància química s'ingereix principalment a través de sistemes dependents del glutatió. El glutatió també reacciona amb ella. Les glutatió S-transferases hepàtiques i renals serveixen com a catalitzadors d'aquesta reacció. Tot i que el dicloroacetilè és nefrotòxic a les rates, no mostra cap signe de nefrotoxicitat en humans.
El dicloroacetilè té efectes mutagènics sobre Salmonella typhimurium. La concentració màxima segura de dicloroacetilè a l'aire és de 0,1 ppm. No és segur emmagatzemar el dicloroacetilè a prop de pols de potassi, sodi o alumini. Igual que el tricloroetilè, el dicloroacetilè es metabolitza a S-(1,2-diclorovinil) -L -cisteïna (DCVC) in vivo. Segons el Departament de Transports dels Estats Units, està prohibit el transport de dicloroacetilè.